# Mühlbach (Mangfall)
Der Mühlbach in Westerham im Mangfalltal wird oberhalb eines Wehrs westlich von Westerham linksseitig aus der Mangfall ausgeleitet, durchfließt dann Westerham, passiert Weidach, durchquert danach ein kleines Gewerbegebiet und fließt nach 2,4 km Lauf in Richtung Südosten bei Hammer zurück in die Mangfall.
Der Mühlbach ist ein industriell genutztes Gewässer, es wurden Mühlen und ein Elektrizitätswerk betrieben.